# NGC 1746
| NGC 1746                                                   | NGC 1746              |
| ---------------------------------------------------------- | --------------------- |
| Sternkarte mit eingezeichneter Position von NGC 1746       |                       |
| Beobachtungsdaten Äquinoktium: J2000.0, Epoche: J2000.0    |                       |
| Sternbild                                                  | Stier                 |
| Rektaszension                                              | 05h 03m 50.2s         |
| Deklination                                                | +23° 46′ 04″          |
| Helligkeit (visuell)                                       | 6,1 mag               |
| Winkelausdehnung                                           | ca. 40'               |
| Entfernung                                                 | LJ = 2500 Lj (760 pc) |
| Geschichte                                                 |                       |
| Entdecker                                                  | Heinrich d´Arrest     |
| Entdeckungsdatum                                           | 9. November 1863      |
| Katalogeinträge                                            |                       |
| C 0500+237 • OCl 452 • Mel 28 • Cr 57 • Lund 148 • GC 5349 |                       |

NGC 1746 ist ein Objekt im Sternbild Stier, das im Jahr 1863 von Heinrich Louis d’Arrest beschrieben und in der Folge im New General Catalogue (NGC) verzeichnet wurde.  Früher wurde das Objekt als Offener Sternhaufen klassifiziert, durch neuere Untersuchungen zeigte sich jedoch, dass es sich um eine zufällige Anordnung von Sternen am irdischen Himmel, einen Asterismus, handelt. NGC 1746 hat eine scheinbare Helligkeit von 6,1 mag und eine Winkelausdehnung von etwa 40'.